# Luís Müller
Miguel Luís Müller (* 14. Februar 1961) ist ein ehemaliger brasilianischer Fußballtrainer und -spieler.

## Karriere
Müller begann seine Profilaufbahn 1978 beim brasilianischen Erstligisten FC São Paulo. Anschließend wechselte er jede Saison den Verein. Von 1980 bis 1984 war er außerdem noch bei den Vereinen Criciúma EC, São José EC, EC São Bento und Guarani FC unter Vertrag. Im Jahr 1985 unterschrieb Müller einen Vertrag beim Erstligisten Portuguesa. 1988 wechselte er zum CA Bragantino. Mit dem Verein wurde er 1991 brasilianischer Vizemeister. 1992 wechselte er nach Japan. Hier unterschrieb er einen Vertrag beim Erstligisten Gamba Osaka. Für Gamba bestritt er 18 Erstligaspiele und schoss dabei sieben Tore. 1994 wechselte er zum Zweitligisten Kyōto Purple Sanga. 1995 kehrte er nach Brasilien zurück. Hier spielte er bis 1999 für FC Santos, CA Bragantino, EC Juventude, Sport Recife und AA Ponte Preta. Ende 1999 beendete er seine Karriere als Fußballspieler.

## Erfolge
São Paulo
- Staatsmeisterschaft von São Paulo: 1980

Bragantino
- Staatsmeisterschaft von São Paulo - Série A2: 1988
- Campeonato Brasileiro de Futebol – Série B: 1989
- Brasilianischer Vizemeister: 1991

Gamba Osaka
- Kaiserpokal: 1991

Remo
- Staatsmeisterschaft von Pará: 1995

Sport
- Staatsmeisterschaft von Pernambuco: 1996, 1997